# 和成欣業
和成欣業（英語：Hocheng Corporation），又稱和成集團，簡稱和成或HCG，是一家臺灣的精密陶瓷製造商，創立於1931年，事業版圖跨足衛浴設備、廚房用具、給水設備、精密陶瓷、爐具、建築產品、防彈設備等。

## 簡介
1931年，邱和成以陶瓷業起家並創立和成製陶部，產銷花盆與水缸。後來，和成開始投入衛浴設備生產領域，成立旗下事業關係群（豪士多、和丞興業及和隆興業）。此外，亦有成立和成文教基金會及邱和成慈善基金會。

## 歷史沿革

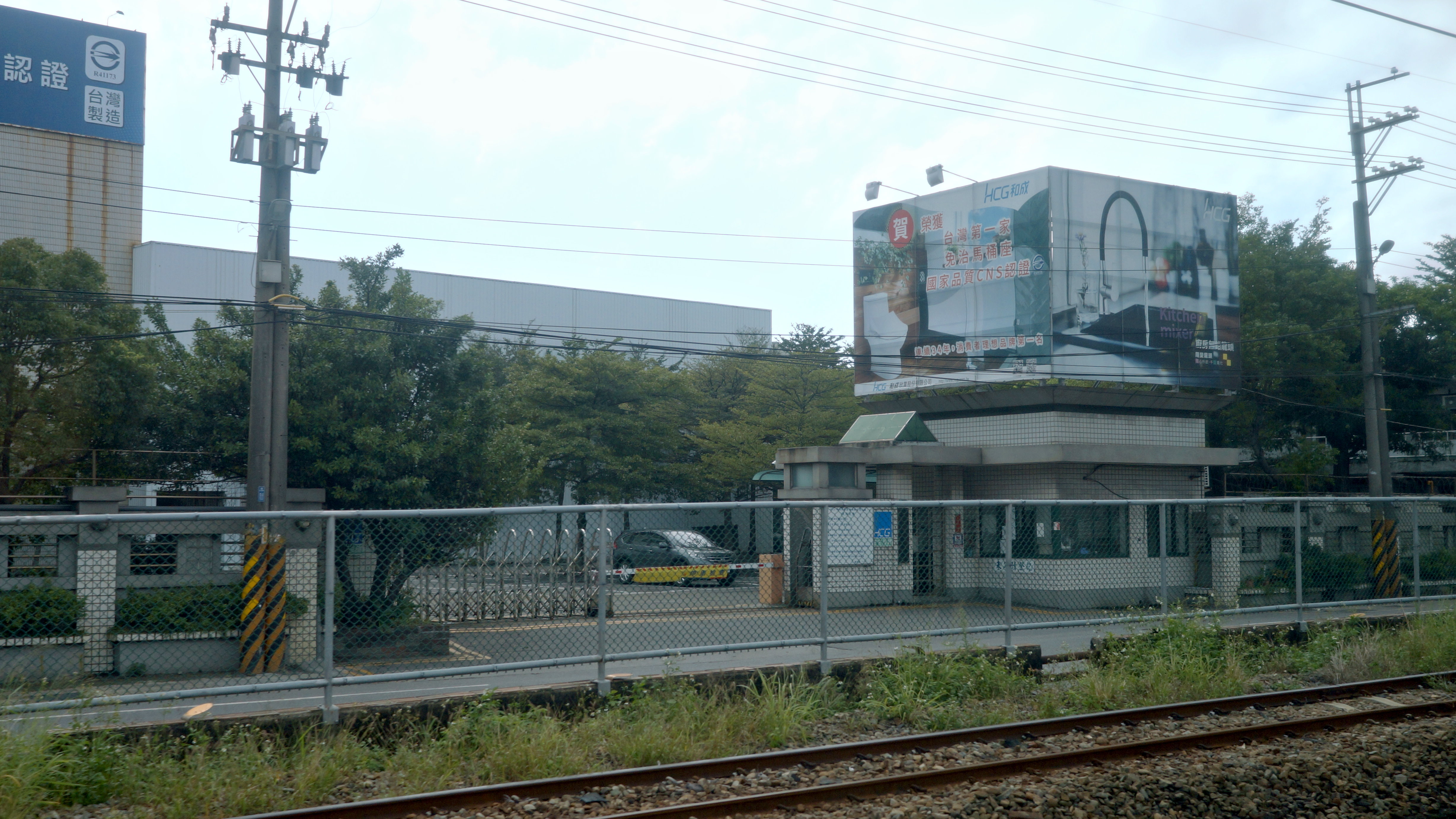
和成欣業第二廠

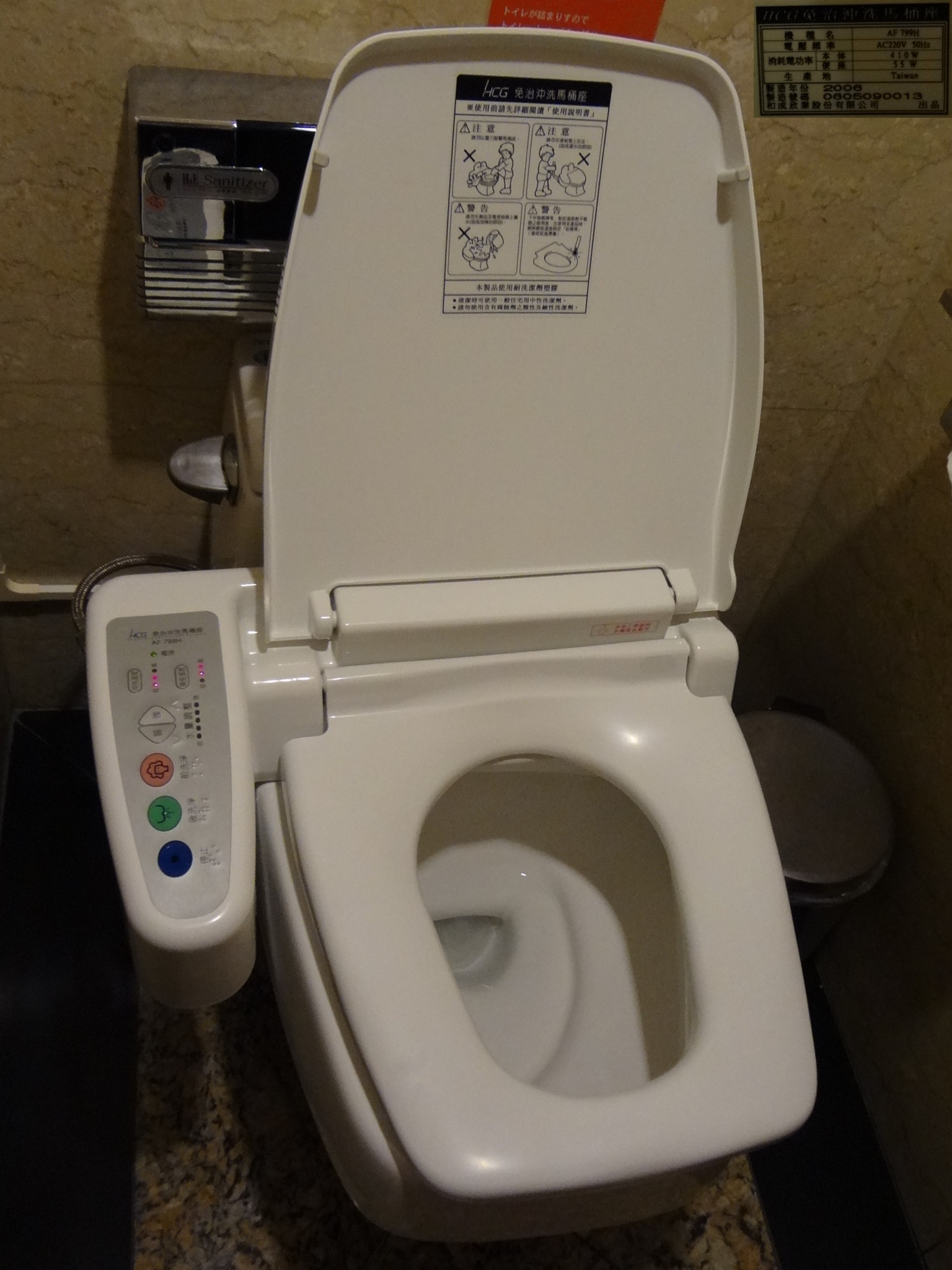
2006年和成免治沖洗馬桶座AF799H

- 1931年，邱和成創立「和成製陶部」，資本額500日元，產銷花盆與水缸。
- 1935年，和成製陶部遷入「協合公司」。
- 1941年，生產軟直非水洗衛生瓷器；建造熔塊釉藥窯，開始生產衛生瓷器。
- 1949年，和成製陶部正式改名「和成製陶廠」。
- 1955年，生產蹲式及坐式馬桶。
- 1956年，成功自製研發第一顆白釉馬桶，正式跨入高級衛生器材領域，並且成立台北營業所。
- 1961年，改組為「和成窯業股份有限公司」。
- 1962年，建造70公尺之隧道窯。
- 1966年，開始生產給水銅器，同年，邱和成退休，交棒給第二代經營。
- 1971年，榮獲中華民國建國60年外銷產品展覽特優獎。
- 1972年，榮獲經濟部中央標準局頒授正字標記，並且籌建和成第三廠。
- 1973年，衛生瓷器、塘瓷浴缸榮獲工展特優獎等獎暨中華民國第一屆建才金龍獎。
- 1974年，再建造104公尺之隧道窯。
- 1975年，給水銅器、不鏽鋼廚台及排油煙機榮獲中華民國第二屆建才金龍獎，且榮獲第一屆「十大公司」金牛耳獎。
- 1979年，本公司榮獲中華民國68年產品設計競賽優等獎。
- 1980年，成立研究開發部；省水馬桶設計榮獲69年中山技術發明獎；產品C-60及CF-800榮穫第一屆中外產品金牌獎。
- 1981年，變更並統一「和成」為名，商標為「Hcg」至今；本公司生產之磁磚榮獲中華民國第？屆建才金龍獎；和成三廠第三、四座55公尺隧道窯完成點火且生產。
- 1982年，正式更名為「和成欣業股份有限公司」至今，且榮獲中華民國對外貿易發展協會「外銷產品與包裝優良設計標誌獎」。
- 1983年，《和成月刊》創刊，榮獲全國最大民營企業排名第168年。
- 1984年，成立豪士多股份有限公司，生產單把手給水銅器，且推出阿爾卑斯系列產品單體（One-Piece）馬桶。
- 1985年，衛生瓷器榮獲日本JIS工業標準、美國ANSI國家標準。
- 1986年，榮獲加拿大CSA國家標準，和成夢龍頭榮獲75年外銷產品優良設計獎。
- 1987年，推出阿爾卑斯MII系列，產品大量應市。
- 1988年，全國第一家衛浴百貨正式開幕；獲頒中華民國正字記協會「熱心公益獎」；工業窯爐開發成功；R&D邁入CAD（電腦輔助設計系統）、CMA系統（電腦輔助生產系統）。
- 1989年，引進低壓鑄造機械設計，使產品品質更臻完美。
- 1991年，公司創立60周年，重新設計企業標誌CIS，且10月14號掛牌上市。
- 1992年，成立財團法人和成文教基金會；和成文教基金會舉辦第一屆「陶藝金陶獎」；引進日本KITCHEN HOUSE廚具生產技術，提升廚具生產能力。
- 1993年，通過ISO9001認證，且和成三廠第二座102公尺隧道窯完成點火開始生產。
- 1994年，SMC浴缸通過CNS認證；銅、瓷器廠同時榮獲「經濟部部長品質管制獎」；和成榮獲美國富士比（FORBES）評選為全球100家優良中小企業之一。
- 1995年，UFO幽浮系列榮獲「台灣精品獎」，獲頒「台灣精品標誌」；研發及品保通過ISO9001認證；通過美國ANSI認證；推出全國第一個沖水量最省之6公升馬桶，省王C4360為國家廠商首家取得環保標章認證；基於節省水資源之影響，開發兩段式省水另件，以推動環保觀念；推出麗佳多系列（LEGATO）。
- 1996年，推出阿爾卑斯系列龍頭，同年，和成中國廠正式成立且開工。
- 1997年，設立和丞興業服務公司；新彩繪系、陶瓷心軸開發完成；菲律賓廠房動工；EDEN、LEGATO系列全面量產；設立生活館、提高銷售力。
- 1998年，2月，榮獲台中世貿館第26屆建築師建材家具展之〝優良建材廠商獎〞；3月，與劉德華簽訂一年代言之合約，強化和成市場第一品牌之形象；3月，整体浴室 UB獲得經濟部正字標記認可使用；4月，實施優退職（休）暫行條例及組織合併等方案，以精簡用人費用；5月，菲律賓廠正式點火量產；6月，關係企業「和成（中國）有限公司」取得韓國國家標準K.S認證；7月實施彈性縮減工作時數以因應景氣低迷；8月，給水銅器取得經濟部之省水標章証書；9月新生南路工地完工，並取得使用執照；11月，南京東路工地完工，並取得使用執照；11月，榮獲天下雜誌（210期）評選為標竿企業；12月，麗佳多衛浴產品榮獲突破雜誌評選為行銷創意突破獎最佳產品造型獎第一名。
- 1999年，1月，由劉德華拍攝〝回家真好〞電視廣告，配合產品有Legato衛浴、廚具、三機，成功創造Legato衛浴銷售高峰；2月，和成衛浴及廚具產品同時榮獲突破雜誌消費者理想品牌調查第一名。除營業部門外，其餘單位採人事精簡政策，以降低用人費用；3月，成立資訊管理組，專責MIS及企業網路商務架構推動；4月，台中總經銷岱君公司併入，成立台中營業所；5月，進行人力盤點作業，以有效掌握人力資源；7月，和成桃園廠取得美國ANSI標準IAPMO授証；9月，和成桃園廠獲標準檢驗局ISO-14001認證通過。和成（中國）公司江蘇廠獲北京國務院ISO-9002認證通過。在董事長帶領下積極投入921賑災工作，捐助物資、現金計八百餘萬元。接收關係企業豪士多公司粉體塗裝設備，設置銅器生產部；10月，成立技術處，專責原料、製程技術、設備之開發及專案改善，並支援海外廠技術及人力培訓；11月，台灣衛浴文化協會成立。由劉德華拍攝免治馬桶座及水龍頭之電視廣告，並與中華民國兒童燙傷協會公益合作，提昇企業形象。
- 2000年，4月6日，世大薄『CERABO』記者會，正式對外公開上市；4月20日，金陶獎與陶博館合作簽約，共同舉辦第六屆國際金陶獎，共計吸引了52個國家、七百多位陶藝工作者參賽，競賽獎金規模已排名世界第二；9月，針對921地震受災嚴重地區（南投、彰化等地區），給予最優惠之衛浴產品價格，協助災民重建家園；9月，慶祝和成免治馬桶座銷售突破10萬台，全面調降售價，並贈送和成自製之李石樵藝術陶板，該促銷活動獲得熱烈反應；10月4日，世貿建材展中，首次展出120*320cm世界最大最薄最輕的 CERABO陶板；11月，景德鎮教授訪問團來台作藝術交流參觀活動，並親身參與藝術陶板之創作；11月，花蓮、台東營業所改制為總經銷制；12月，CERABO藝術陶板於2000年藝廊博覽會中正式亮相。
- 2001年，1月，和成菲律賓廠獲韓國 KS mark 認證通過；6月，和成桃園廠獲水資局舉辦之節水優良廠商頒獎。於凱悅飯店舉行和成導ERP（企業資源規劃系統）記者發表會；7月，實施廠辦合一政策；8月，發表“增安全臉盆”記者發表會，首推減緩陶瓷破碎程度之創新開發新結構產品問市；8月，麗佳多第二代系列、ADB抗污抗菌、大型檯面臉盆等新產品上市；10月，舉辦衛浴安檢活動，讓消費者安心的使用衛浴產品；10月，和成中國 SAP ERP 正式上線；11月，桃園廠及銅器廠國際品質保證系統 ISO 9001  2000年版之轉版認證通過；12月，和成七十週年慶，並舉辦『吾鄉吾土、台灣民謠交響詩』音樂會；12月，免治超級馬桶上市。
- 2002年，1月，推出防污抗菌的微電腦智慧馬桶（免治超級馬桶），並具備一体成形、大號六公升、小號三公升、無線遙控等多項功能；5月，和成服務中心提供衛浴爐安全檢查，讓客戶用的更安心；5月，低水箱單C省水馬桶6L C239、C301正式上市推出；5月，因應全台大缺水，推動省水衛浴器材，鼓勵民眾換裝二段式省水把手；10月，抗菌奈米系列、碗型臉盆、麗佳多第三代等新產品，深獲消費者好評；10月，以世大薄硅纖板背襯鍍鋅板乾式工法承包燦坤資訊家電倉儲流通總部帷幕牆工程；11月，和成藝術中心開幕，展出故宮十二令圖及陳逢椿等知名藝術家畫作；11月，和成菲律賓廠國際品質保證系統ISO 9001 2000年版轉版認證通過。
- 2003年，4月，和成江蘇廠國際品質保證系統ISO9001 2000年版轉版認證通過；5月，與工研院能資所簽署節水策略聯盟；6月，legato MⅢ系列C660、U660、CS662、L161、LF920、BF920 等產品，並獲得世貿GD  MARK優良產品設計獎；7月，推出新產品—免治超級省水馬桶（SUPERLET）；7月，成立修繕事業部—改修王，跨足房屋修繕改修市場；10月，推出符合綠色建材之環保生態磚及環保透水磚，為公司未來事業奠訂基礎。
- 2004年，3月，台灣廠150米隧道窯投產，每月增加30,000件；3月，與經濟部軍品3項科技合作專案；5月，開發2又2/1水路管徑,可適用6L馬桶，符合美國市場需求；6月，新產品 NEW ZEN（新禪系列），DINK（頂客系列）投產；7月，透水磚投入自動化量產，交貨，增加營業利益，廢瓷可全數回收，全國首創，取得環保透水磚結構及其製法，發明第I 225906號；8月，醫療器材瓷面平台導入量產，多角化經營；10月，遊艇用衛生瓷器（T.M.C）開發量產，接單交貨；10月，跨足科技產業，開發陶瓷音箱；11月，取得美國IAPMO國家實驗室增列CSA登錄。
- 2005年，3月，給水銅器生產不銹鋼材質單把手混合龍頭；5月，給水銅器生產無鉛銅單把手混合龍頭；5月，防彈衣專用陶瓷板通過美國 H.P. WHITE 實驗室認證符合美國司法協會（NIJ） NIJ III；5月，開創高科技事業─進行精密陶瓷及複合材料之各類產品的製程開發，如抗彈裝甲；6月，世大薄陶瓷板之加值應用開發搭配光觸媒材料→元氣磚（獲奈米標章）；10月，光觸媒陶瓷濾網之製作及空氣濾清之應用；11月，完成中科院抗彈陶瓷軍品釋商科專專案，獲得以後軍方相關產品之優先採購權；11月，和成台灣廠國際環境保證系統ISO 14001，2004年版轉版，認證通過；11月，SMC檯面80cm量產；12月，3C複合材料裝飾面板開發成功，準備應用於3C面板。
- 2011年，公司創立80周年。
- 2016年，公司創立85周年。

## 外部連結
- 和成集團（页面存档备份，存于）（繁體中文）（简体中文）（英文）
- HCG和成的Facebook專頁